# Blood: The Last Vampire
Blood: The Last Vampire (tradução literal: Sangue: O Último Vampiro) é um filme de anime média-metragem de 2000 realizado por Hiroyuki Kitakubo. Passado nos anos 60 e numa base militar americana no Japão, começam a surgir vampiros (demônios que se alimentam de sangue humano). Saya, uma misteriosa jovem que participava do grupo secreto do exército, é convocada para usar "sua espada" e destruir os demônios/vampiros.